# Aleksandr Loekasjenko
Aleksandr Grigorjevitsj Loekasjenko (Wit-Russisch: Аляксанд(а)р Рыгоравіч Лукашэнка, Aljaksand(a)r Ryhoravič Lukašenka) (Russisch: Александр Григорьевич Лукашенко, Aleksandr Grigorjevitsj Loekasjenko) (Kopys, 30 augustus 1954) is een Wit-Russisch politicus en president en is sinds 20 juli 1994 de feitelijke heerser van Wit-Rusland (Belarus).
In zijn verkiezingsprogramma profileerde hij zich als strijder tegen corruptie, waar hij later ook zelf veelvuldig van werd beschuldigd. Hij stemde tegen de onafhankelijkheid van Wit-Rusland van de Sovjet-Unie. Na de val van de Sovjet-Unie was Loekasjenko tegenstander van het economische advies van het IMF aangaande schoktherapie Onder zijn leiding behield Wit-Rusland het beleid uit het Sovjet-tijdperk. Belangrijke industrieën bleven in handen van de staat, ondanks de bezwaren van westerse regeringen. Naar eigen zeggen was zijn beleid het enige alternatief voor instabiliteit, heeft het Wit-Rusland behoed voor armoede en heeft het de oligarchieën kunnen weren die in andere voormalige Sovjet-republieken heersen.
Onder zijn leiding wordt Wit-Rusland door sommige westerse leiders en journalisten ook wel 'de laatste dictatuur van Europa' genoemd, vanwege zijn autoritaire landsbestuur. Sinds de vervalste presidentsverkiezingen van 2020 en de daaropvolgende massale protesten in het land wordt hij door de Europese Unie, het Verenigd Koninkrijk, de Verenigde Staten (VS) en een aantal andere staten niet langer als legitiem staatshoofd beschouwd. De Europese Unie en de VS hebben aan Loekasjenko en andere Wit-Russische ambtenaren sancties opgelegd, vanwege 'mensenrechtenschendingen in Wit-Rusland'.

## Jeugd, gezin en opleiding
Loekasjenko werd geboren op 30 augustus 1954 in de nederzetting Kopys in de oblast Vitebsk van de Wit-Russische Socialistische Sovjetrepubliek.
Zijn grootvader van moederskant, Trokhym Ivanovich Loekasjenko, was geboren in de Oekraïense oblast Soemy in de buurt van Sjostka. Loekasjenko groeide op zonder vader en werd door zijn klasgenoten gepest omdat hij een ongehuwde moeder had. Hierdoor is de oorsprong van zijn patroniem Grigorevich onbekend. Er doen verschillende geruchten de ronde over wie de vader van Loekasjenko zou kunnen zijn, waarvan de meest populaire versie is dat deze man een Roma was die door de regio trok. Zijn moeder, Ekaterina Trofimovna Loekasjenko (1924-2015) had ongeschoolde banen bij een spoorweg, op een bouwplaats, bij een vlasfabriek in Orsja en ten slotte als melkmeisje in Alexandrië, een klein dorpje in het oosten van Wit-Rusland, vlak bij de Russische grens.
Loekasjenko ging naar de middelbare school in Alexandrië. Hij studeerde af aan het Mahiljow Pedagogisch Instituut (nu Mahiljow State A. Kuleshov University) in 1975, na 4 jaar studeren daar en de Wit-Russische Landbouwacademie in Horki in 1985.

## Loopbaan

### Tot 1994
In zijn jonge jaren was Loekasjenko lid van de communistische jeugdbeweging Komsomol van de Sovjet-Unie. Hij bracht zijn diensttijd door bij de Sovjet-grenstroepen en het Sovjet-leger. Van 1982 tot 1985 was hij directeur van een kolchoz (een landbouwbedrijf van de staat).
Zijn politieke carrière begon in 1990, toen hij de beweging Communisten voor Democratie oprichtte. Voor die partij nam hij zitting in het Wit-Russische parlement (toen nog de Opperste Sovjet genaamd). Hij stemde tegen de omvorming van de Sovjet-Unie tot het Gemenebest van Onafhankelijke Staten in 1991. In december 1991 sprak hij zich uit tegen de onafhankelijkheid van Wit-Rusland van de Sovjet-Unie. Hij betreurde openlijk de ineenstorting van de eenheid van de Sovjet-Unie in 1992. Van 1993 tot 1994 was Loekasjenko voorzitter van het anti-corruptie-comité van het Wit-Russische parlement.

### Presidentschap
Eerste termijn 1994–2001

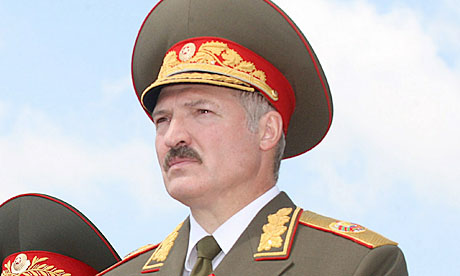
Loekasjenko in 2001

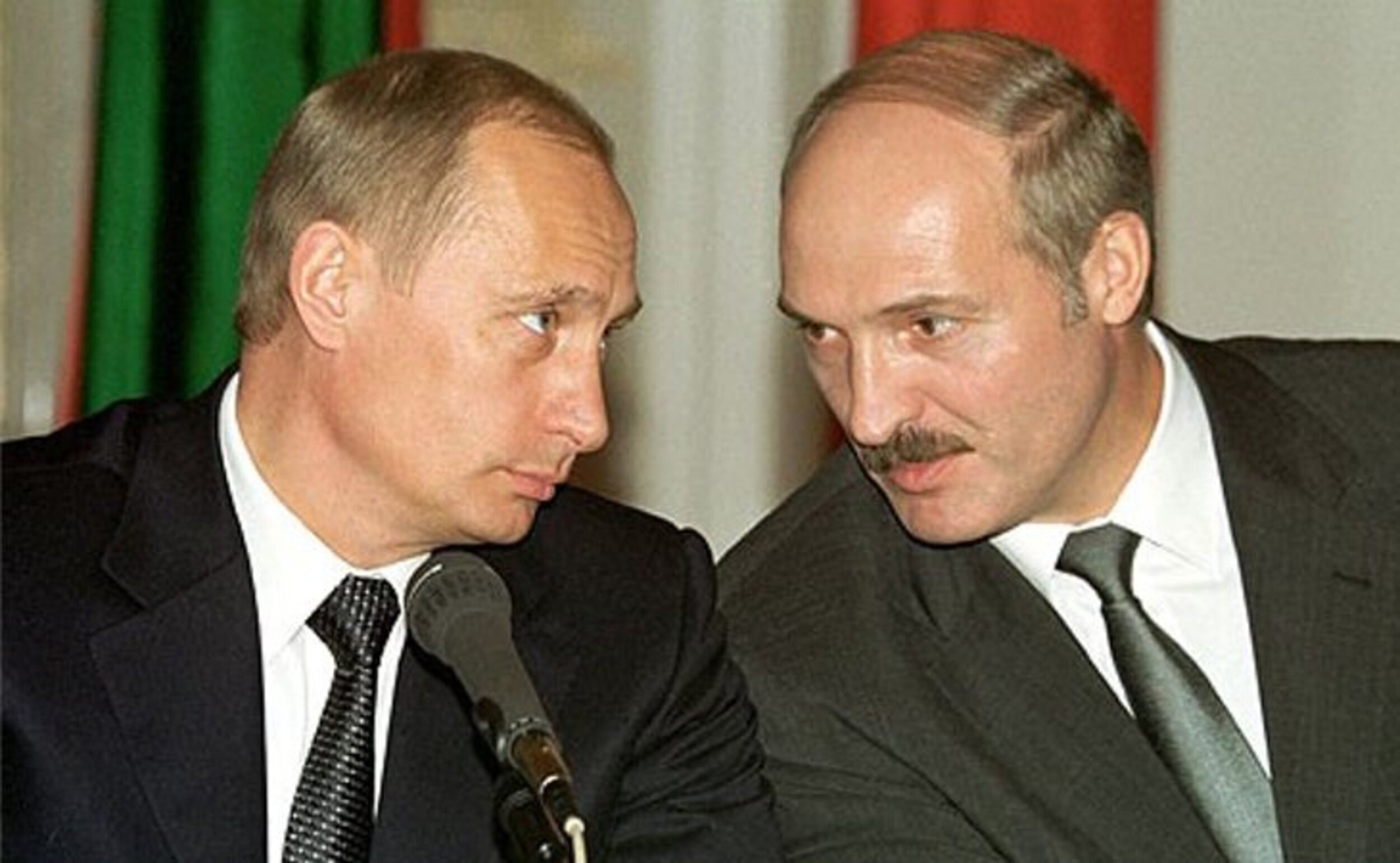
Met Poetin in 2002

Na de aanname van een nieuwe Wit-Russische grondwet in 1994 won Loekasjenko de eerste democratische verkiezingen. Op 20 juli 1994 aanvaardde hij het presidentschap. Al spoedig verving hij de Wit-Russische nieuwe vlag door een variant die sterk leek op de vlag van de Wit-Russische SSR binnen de Sovjet-Unie. In 1996 werden, ten gevolge van de uitkomst van het Wit-Russisch referendum van 1995, Loekasjenko's bevoegdheden als president uitgebreid.
Tweede termijn 2001–2006
Loekasjenko werd in 2001 als president herkozen. In 2006 zou zijn tweede en grondwettelijk laatste ambtstermijn aflopen. Tijdens de verkiezingen voor een nieuw parlement op 17 oktober 2004 heeft Loekasjenko via een referendum een grondwetswijziging laten aannemen die een derde ambtstermijn voor hem mogelijk maakte. Internationale waarnemers veroordeelden dat referendum echter als niet vrij en niet eerlijk. Een woordvoerder van de Raad van Europa noemde het referendum illegaal.
Derde termijn 2006–2010
Bij de presidentsverkiezingen van 19 maart 2006 werd Loekasjenko opnieuw herkozen, met 82,5 % van de stemmen. Internationale waarnemers en waarnemers van de oppositie – die doorgaans niet tot de stembureaus worden toegelaten – waren ervan overtuigd dat Loekasjenko deze verkiezingen grootschalig gefraudeerd had. Loekasjenko kreeg op 10 april 2006 vanwege de frauduleus verlopen verkiezingen een reisverbod binnen het grondgebied van de Europese Unie opgelegd.
De meeste internationale waarnemers erkenden echter ook dat Loekasjenko de steun van de meeste Wit-Russen geniet, zij het dat die steun een stuk kleiner zou zijn dan de officiële 82,5%. Loekasjenko bleef populair onder brede lagen van de Wit-Russische bevolking, met name onder boeren, ouderen, dorpelingen en arbeiders, terwijl hij onder liberale middenstanders en jongeren meer oppositiekrachten tegen zich vond.
Vierde termijn 2010–2015
Op 19 december 2010 werd Loekasjenko herkozen als president met 80% van de stemmen. Een Russische waarnemingsmissie erkende direct de uitslag en noemde de verkiezingen eerlijk. In de avond protesteerden dertigduizend mensen in de hoofdstad Minsk tegen de door hen geconstateerde stembusfraude. Honderden van hen begonnen een regeringsgebouw te molesteren, waarop de politie hard ingreep. Presidentskandidaat Sannikov en zijn vrouw werden in elkaar geslagen. Velen raakten gewond en zeven presidentskandidaten, mensenrechtenactivisten, onafhankelijke journalisten, leidende intellectuelen werden gearresteerd, in totaal 600 mensen. Een dag later noemde de OVSE in een voorlopig rapport de verkiezingen oneerlijk.
Vijfde termijn 2015–2020
In 2015 werd Loekasjenko opnieuw herkozen, met ruim 83 procent van de stemmen.
Zesde termijn vanaf 2020
Bij de verkiezingen op 9 augustus 2020 had Loekasjenko één tegenkandidaat, Svetlana Tichanovskaja. Andere potentiële presidentskandidaten, onder wie haar echtgenoot Sergej Tichanovski, Viktor Babariko en Valeri Tsepkalo, waren niet toegelaten. Een aantal van hen (en hun campagneleiders inclusief die van Tichanovskaja) verbleef in de campagneperiode in hechtenis op verdenking van staatsgevaarlijke activiteiten. Op de verkiezingsdag sprak Loekasjenko dreigementen uit tegen ieder die zou proberen de regering omver te werpen. Toen zich in de exitpoll een overweldigende meerderheid voor Loekasjenko aftekende, weigerden velen dat te geloven op grond van waarnemingen bij de stembureaus. In Minsk braken protesten uit, waartegen Loekasjenko de veiligheidstroepen inzette. Loekasjenko werd door de kiescommissie tot winnaar uitgeroepen met 80% van de stemmen, tegen 9,9% voor Tichanovskaja, die te kennen gaf zich daarbij niet neer te leggen. Ook regeringen van andere landen trokken een eerlijk verloop van de verkiezingen sterk in twijfel, temeer daar internationale waarnemers en buitenlandse verslaggevers niet waren toegelaten.
In januari 2024 ondertekende Loekasjenko een wet waarmee hij zichzelf levenslange juridische immuniteit verleent. Hij kan nooit strafrechtelijk vervolgd worden en dit geldt ook voor alle voormalige en toekomstige presidenten en hun familieleden gedurende hun hele leven. De wet bepaalt verder dat oppositieleiders die in het buitenland wonen niet meer mogen deelnemen aan presidentsverkiezingen. Alleen burgers van Wit-Rusland die ten minste 20 jaar permanent in het land hebben gewoond komen in aanmerking. Dit impliceert dat de bekende oppositieleider Svetlana Tichanovskaja niet meer kandidaat kan worden voor de positie van president omdat zij in 2020 is gevlucht naar Litouwen. De volgende presidentsverkiezingen zijn in 2025.
Zevende termijn vanaf 2025
In januari 2025 werd Loekasjenko wederom herkozen in een verkiezing zonder echte concurrentie. Alle belangrijke politieke tegenstanders zitten in de gevangenis of zijn in ballingschap. De EU bestempelde de verkiezing al voor de stemming als een ‘schijnvertoning’. Bij een opkomst van 85,7% kreeg hij 86,8% van de stemmen.

## Protesten in 2020 en 2021

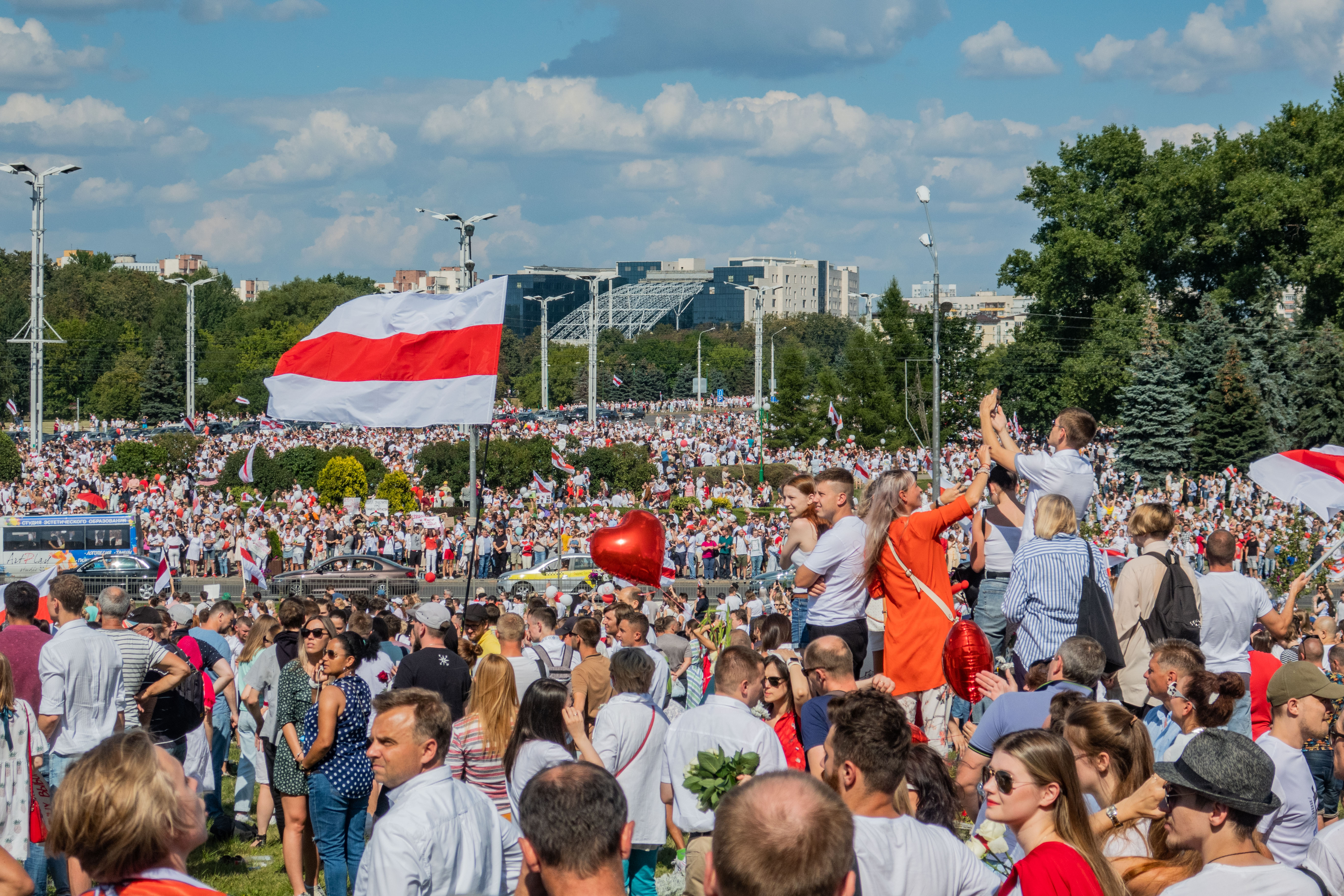
Protesten in Wit-Rusland in 2020, 16 augustus

Na Loekasjenko's eerste uitverkiezing in 1994 waren alle volgende presidentsverkiezingen volgens een vast patroon verlopen, waarbij oppositionele kandidaten repressieve belemmeringen ondervonden en Loekasjenko (hoogstwaarschijnlijk door stembusfraude) een overweldigende meerderheid behaalde waarvan de legitimiteit door waarnemers sterk in twijfel werd getrokken. Ook in 2020 deed zich dat patroon voor, met dat verschil dat de bevolking het verkiezingsresultaat niet meer accepteerde en massaal tot vreedzame protestacties overging. Hierdoor, en door de gewelddadige reacties van Loekasjenko's overheidsapparaat, was de internationale aandacht veel groter dan voorheen.
In de week die volgde op de verkiezingen van 9 augustus 2020 braken heftige protesten uit, waarbij burgers massaal de straat op gingen om te protesteren tegen wat zij zagen als stembusfraude. Loekasjenko zette daartegen de politie en de veiligheidstroepen in, die repressief geweld toepasten en duizenden demonstranten arresteerden. Svetlana Tichanovskaja, die protest had aangetekend tegen de uitslag, moest uitwijken naar Litouwen. Op vrijdag 14 augustus werd een deel van de arrestanten vrijgelaten, waarbij aan het licht kwam dat sommigen tijdens hun hechtenis gemarteld waren. Op dezelfde dag besloot de Europese Unie sancties in te stellen tegen Loekasjenko.
In de dagen die volgden stopte het politiegeweld voor enige tijd, maar de demonstraties tegen Loekasjenko's bewind werden steeds massaler. De legitimiteit van zijn leiderschap werd openlijk in twijfel getrokken en de roep om zijn vertrek werd steeds luider. Hij suggereerde dat de Russische president Poetin hem door dik en dun zou steunen, maar die verklaarde zelf slechts dat hij geen buitenlandse inmenging in Wit-Rusland zou tolereren. Later benadrukte Poetin het belang van een dialoog tussen de demonstranten en het regime, maar weer enkele dagen later verklaarde Poetin dat hij Loekasjenko wel degelijk zou steunen als daar aanleiding toe was. Twee weken na de verkiezingen bracht Loekasjenko het leger in paraatheid om de territoriale integriteit van het land te verdedigen, omdat de protesten volgens hem van buitenaf werden aangestuurd. Een kleine maand na de verkiezingsdag brachten de straatprotesten nog altijd duizenden mensen op de been. Over het algemeen verliepen zij vreedzaam, maar ze werden van de kant van de autoriteiten nog steeds met gewelddadig optreden en arrestaties beantwoord.
Op 14 september 2020 werd Loekasjenko ontvangen door Poetin, die hem een lening van 1,5 miljard dollar beloofde en steun toezegde voor hervormingen. Volgens Poetin moest het Wit-Russische volk zelf de problemen oplossen zonder buitenlandse bemoeienis.
Loekasjenko's beëdiging voor zijn zesde termijn als president op 23 september 2020 was een besloten plechtigheid in kleine kring. Het gebruikelijke openbare ceremonieel werd achterwege gelaten. Er werd op straat gedemonstreerd en de EU-landen erkenden de beëdiging niet. Als reactie organiseerden actievoerders op 27 september 2020 in Minsk een 'symbolische' inauguratie van het 'ware' staatshoofd, de naar Litouwen verbannen Svetlana Tichanovskaja.
Op 10 oktober 2020 had Loekasjenko een onaangekondigd, langdurig gesprek met een aantal gevangengenomen oppositieleiders. Of dit beschouwd kon worden als een doorbraak, was niet duidelijk. Volgens hem waren ze geen politiek gevangene, maar hadden ze een misdrijf gepleegd.
Het protest tegen Loekasjenko en de gewelddadige reactie daarop van de veiligheidstroepen zetten zich in 2021 voort, zonder dat er iets veranderde aan de patstelling tussen de president en de actievoerders. Volgens de Russische geheime dienst FSB was in april 2021 een aanslag op Loekasjenko en zijn familie verijdeld. In Moskou waren twee verdachten gearresteerd.
Toen Loekasjenko in mei 2021 Ryanair-vlucht 4978, een lijnvliegtuig van Ryanair dat op weg was van Griekenland naar Litouwen, liet onderscheppen en een gedwongen landing in Minsk liet maken om de oppositionele journalist Roman Protasevitsj te arresteren, leidde dat tot groot internationaal tumult en oproepen tot sancties.

## Relatie met Rusland
Loekasjenko heeft meerdere malen aangegeven voor een Euraziatische Unie te zijn, naar het voorbeeld van de vroegere Sovjet-Unie.
Loekasjenko liet toe dat Rusland een invasie uitvoerde op Oekraïne op 24 februari 2022 vanuit Wit-Russisch grondgebied. Hun hoofddoelwit was de hoofdstad Kiev.
In maart 2023 werd bekend dat Rusland tactische kernwapens op het grondgebied van Wit-Rusland mag plaatsen. In juni kwamen ze daar aan. Rusland behoudt de controle over de wapens, die veel schade kunnen aanrichten maar een kleiner bereik hebben dan strategische kernwapens.

## Persoonlijk leven

### Huwelijk en kinderen

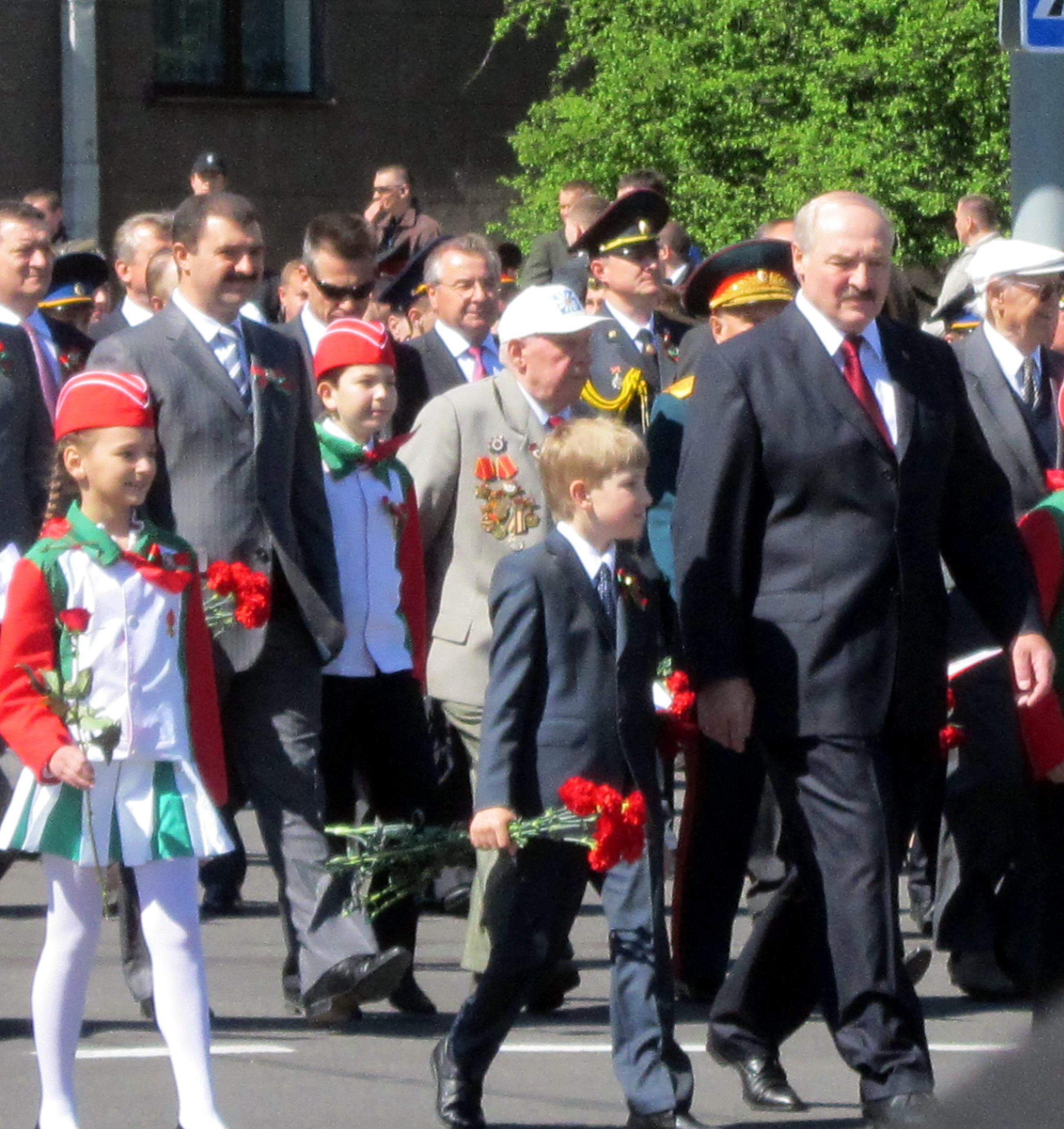
Alexander Loekasjenko en zijn jongste zoon Nikolai tijdens een Grote Vaderlandse Oorlog-overwinningsparade in 2012. Zijn oudste zoon Viktor is op de achtergrond te zien.

Loekasjenko trouwde in 1975 met Galina Zjelnerovitsj, zijn schoolliefde. Later dat jaar werd zijn oudste zoon, Viktor geboren. Hun tweede zoon, Dmitri, werd geboren in 1980. Galina woont apart van hem in een huis in het dorp Sjklow. Hoewel ze nog steeds wettelijk getrouwd zijn, raakten ze, kort nadat Loekasjenko president werd, van elkaar vervreemd. In een interview in 2014 zei hij dat ze al 30 jaar niet meer samenwoonden en noemde als enige reden dat ze niet gescheiden waren, dat hij zijn volwassen zonen niet wilde traumatiseren. Loekasjenko is bij openbare gelegenheden met verschillende vrouwen gezien; toen hem hierover in hetzelfde interview in 2014 werd gevraagd legde hij uit dat hij niet naast een ambtenaar met een "zuur gezicht" wilde zitten, waarbij hij de voorkeur gaf aan "zijn zoon aan de ene kant en een meisje aan de andere".
In 2004 werd zijn zoon Nikolai geboren. Hoewel nooit bevestigd door de regering, wordt algemeen aangenomen dat de moeder van het kind Irina Abelskaya is —de twee hadden een buitenechtelijke affaire toen ze de persoonlijke arts van Loekasjenko was—. Nikolai werd opgevoed door zijn vader. Westerse waarnemers en media hebben gemeld dat Nikolai, bijgenaamd "Kolya", wordt klaargestoomd als de opvolger van Loekasjenko. Volgens Wit-Russische staatsmedia werden deze speculaties verworpen door Loekasjenko. Loekasjenko heeft een hond, een spits genaamd Oemka.

### Sport

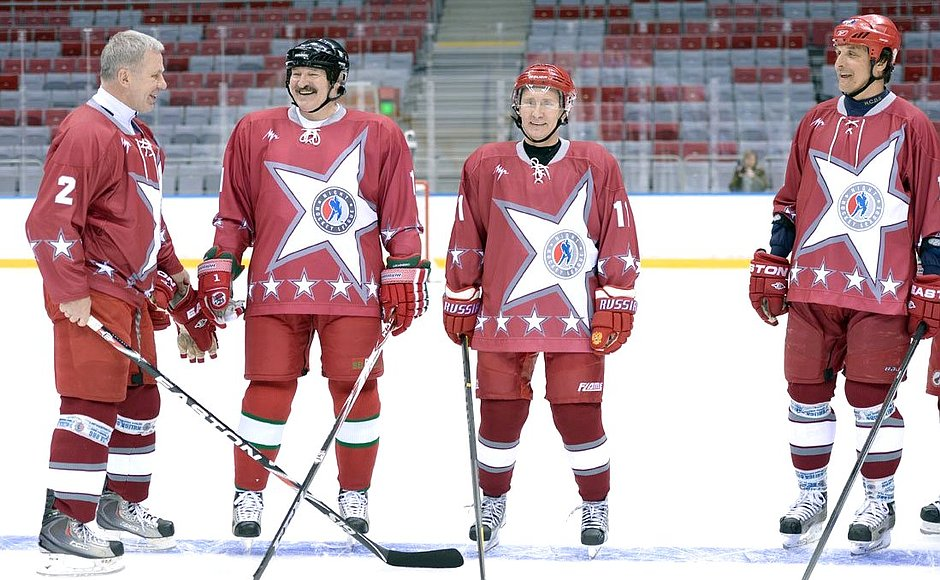
Poetin tijdens een vriendschappelijke hockeywedstrijd in ijsarena "Bolsjoy", Sotsji, in 2014. Met hem zijn Loekasjenko, Vjatsjeslav Fetisov en Valeri Kamenski.

Loekasjenko speelde vroeger voetbal, maar stopte met spelen tijdens zijn presidentschap. Zijn twee oudste zonen spelen ijshockey, soms samen met hun vader. Loekasjenko begon als kind te trainen in veldlopen en deed in de jaren 2000 nog steeds mee op nationaal niveau. Hij is een fervent skiër en ijshockey-speler. In een interview zei hij dat hij drie keer per week ijshockey speelt. Hij heeft het Wit-Russische presidentsteam opgericht, een amateurteam waar hij soms voor speelt. In opdracht van Loekasjenko zijn in heel Wit-Rusland talloze ijsbanen gebouwd, bedoeld om competitieve ijshockeywedstrijden te kunnen spelen. Loekasjenko speelde een belangrijke rol bij het organiseren van het IIHF Wereldkampioenschap van 2014 in ijshockey door Wit-Rusland, dat als controversieel werd beschouwd vanwege het repressieve regime van Loekasjenko. Wit-Rusland zou in mei 2021 gastheer zijn van het 2021 IIHF Wereldkampioenschap, maar dat werd geannuleerd na internationale veroordeling en dreigementen van sponsors om zich terug te trekken.

### Religie en overtuigingen
Loekasjenko beschrijft zichzelf als een "orthodox atheïst" en heeft gezegd dat de president een conservatief persoon moet zijn en het gebruik van moderne elektronische technologie zoals een tablet of smartphone moet vermijden. Hij bespeelde de bayan, een muziekinstrument dat lijkt op een accordeon

## Kritiek en controverses
- Loekasjenko veroorzaakte in 1995 opschudding toen hij in een interview met het dagblad Handelsblatt de leiderschapsstijl van Adolf Hitler prees als model voor een Wit-Russisch regeringsstelsel. Letterlijk zei hij: "Het heeft eeuwen geduurd om de Duitse orde te vestigen. Onder Hitler bereikte deze formatie haar hoogtepunt. Dit komt overeen met onze opvatting van een presidentiële republiek en de rol van een president daarin." Hij ging verder: "In zijn tijd werd Duitsland uit het slop gehaald dankzij zeer streng leiderschap, en niet alles in Duitsland wat met de bekende Adolf Hitler te maken had, was slecht."[61][62] Loekasjenko weigerde het citaat in te trekken, maar verklaarde dat de gevolgen van Hitlers leiderschapsstijl in het buitenlands beleid slecht waren geweest.[63]
- Tijdens de coronapandemie in 2020, die hij met een psychose vergeleek, gaf Loekasjenko te kennen de virusziekte COVID-19, die ook Wit-Rusland trof, niet als een gevaar te beschouwen. Naar zijn mening kon de ziekte met zeer simpele middelen worden bestreden, zoals hij zelf ook gedaan had toen hij ermee besmet was geraakt. Volgens hem was het "beter om staand te sterven dan om op de knieën te leven".[64]
- In 2021 kwam een audio-opname uit 2012 aan het licht, waaruit bleek dat Loekasjenko plannen had om regeringstegenstanders in het buitenland te vermoorden. Volgens de opname zei het toenmalige hoofd van de geheime dienst KGB Vadim Zajtsev dat de president verwachtte dat de KGB duidelijke maatregelen zou nemen en dat hij daarvoor anderhalf miljoen dollar ter beschikking had gesteld. Er zou onder meer een aanslag zijn beraamd op de journalist Pavel Sjeremet, die in het buitenland verbleef. Zajtsev zei in dit verband: "We laten een bom ontploffen, en deze verdomde rat zal in stukken worden geblazen." Sjeremet werd op 20 juli 2016 met een autobom vermoord in de Oekraïense hoofdstad Kiev. In de opname worden ook plannen genoemd om drie dissidenten in Duitsland te vermoorden, onder wie Oleg Akajev.[65][66]

## Trivia
- Loekasjenko is een van de weinige mensen die meerdere malen een Ig-nobelprijs heeft gewonnen, een satirische variant op de Nobelprijs. In 2013 heeft hij, samen met de Wit-Russische staatspolitie, de prijs voor de vrede gekregen door het illegaal te maken voor publiek om te applaudisseren.[67] In 2020 heeft hij de prijs voor geneeskunde-onderwijs gekregen, samen met o.a. Jair Bolsonaro en Vladimir Poetin, door de Coronapandemie aan te grijpen om aan te tonen dat politici een directer effect kunnen hebben op leven en dood dan dokters en wetenschappers.[68]

- Bibliothèque nationale de France: cb14400511f (data)
- Gemeinsame Normdatei: 123402107
- International Standard Name Identifier: 0000 0001 1473 4994
- Library of Congress Control Number: n99003996
- Nationale Bibliotheek van Letland: 000241673
- Nationale Bibliotheek van Tsjechië: jo2002152376
- Nationale Bibliotheek van Israël: 987007300076105171
- Nationale Bibliotheek van Polen: a0000001956472
- Nederlandse Thesaurus van Auteursnamen: 237920387
- LIBRIS: 245461
- Système universitaire de documentation: 099270307
- Virtual International Authority File: 61522459
- WorldCat: E39PBJyCGvCTG4fWgWrGC8bDbd